# Salomón Nader Nader
Salomón Náder Náder (1934,Sahagún -  17 de enero de 2006, Barranquilla) fue un destacado político colombiano, nacido en Sahagún, Córdoba. Ejerció como congresista durante más de una década, desempeñándose como representante a la Cámara entre 1986 y 1990, y posteriormente como senador desde 1990 hasta 2002. Durante su carrera legislativa, ocupó cargos significativos, incluyendo la presidencia de la Comisión V del Senado en 1991 y la segunda vicepresidencia del Senado entre 1994 y 1995.
Náder Náder fue reconocido como uno de los líderes más tradicionales del Partido Liberal en Córdoba. Falleció el 17 de enero de 2006 en Barranquilla, tras padecer dolencias cardíacas y renales. Su hijo, Mario Salomón Náder Muskus, también incursionó en la política colombiana